# Space Sweepers
Space Sweepers (Originaltitel: Seungni-ho, dt. etwa „Raumschiff Sieg“) ist ein südkoreanischer Science-Fiction-Film von Jo Sung-hee aus dem Jahr 2021. Es ist die erste südkoreanische Produktion des Genres einer Weltraumoper. Der Film sollte ursprünglich 2020 in den Kinos anlaufen. Aufgrund der weltweiten COVID-19-Pandemie wurde der Filmstart jedoch zunächst auf unbestimmte Zeit verschoben, bis letztlich der Streamingdienst Netflix die weltweiten Vertriebsrechte erwarb. Der Film wird auf Netflix seit dem 5. Februar 2021 zur Verfügung gestellt. In den Hauptrollen sind Kim Tae-ri, Song Joong-ki, Jin Seon-gyu und Yoo Hae-jin zu sehen.

## Handlung
Im Jahr 2092 fliegt lauter Weltraummüll durch den Orbit der Erde, darunter außer Betrieb genommene Satelliten und verlassene Raumschiffe. Die Besatzung des Weltraumsammlers Seungni-ho (The Victory, Sieg) verdient ihr Geld damit, diesen Schrott zu bergen und für eine Wiederaufbereitung zu verkaufen. Doch eines Tages stoßen sie auf ein 7-jähriges Mädchen. Sie soll ein Roboter sein, der eine Bombe in sich trägt.

## Besetzung und Synchronisation
Die deutschsprachige Synchronisation entstand nach dem Dialogbuch sowie unter der Dialogregie von Philippa Jarke durch die Synchronfirma VSI Synchron GmbH in Berlin.
| Rolle                  | Schauspieler     | Synchronsprecher |
| ---------------------- | ---------------- | ---------------- |
| Kapitänin Jang         | Kim Tae-ri       | Anne Düe         |
| Pilot Kim Tae-ho       | Song Joong-ki    | Bastian Sierich  |
| Mechaniker Tiger Park  | Jin Seon-gyu     | Sven Fechner     |
| Roboter Bubs           | Yoo Hae-jin      | Florian Halm     |
| Dorothy / Kang Kot-nim | Park Ye-rin      | Victoria Glück   |
| Kang Hyeo-nu           | Kim Mu-yeol      | Patrick Giese    |
| Kim Su-ni              | Oh Ji-yul        | Ida Lindenau     |
| James Sullivan         | Richard Armitage |                  |

## Webtoon
Im Vorfeld des Films wurde auf Daum Webtoon und Kakao Page von Mai bis September 2020 die Vorgeschichte zu Space Sweepers veröffentlicht. Der Webtoon stammt von dem populären Manhwaga Hong Jacga der neben einiger populärer Webtoons auch einen Webtoon für Star Wars zur Veröffentlichung von Das Erwachen der Macht (2015) veröffentlichte.

## Kritik
Martina Knoben kritisiert in der Süddeutschen Zeitung, dass der Versuch, einen Blockbuster zu inszenieren, zu einem Plot nach dem Baukastensystem geführt habe. Es mache dennoch Spaß zuzusehen, weil Personal und Handlung eigenwillig und unterhaltsam seien, denn „immer wieder kippt die Handlung überraschend ins Drastische, ja derb Komische.“
Jonas Stein vom Musikexpress erlebte eine „düstere, temporeiche, koreanische Zukunftsvision“, die gute Unterhaltung biete, stellenweise aber überladen und etwas zu hastig wirke. Der Rezensent hätte sich eine längere Fassung gewünscht. Die treffende Gesellschaftskritik sei die größte Stärke des Films, auch das Special-Effects-Departement habe ganze Arbeit geleistet.
Bei Matthias Hopf vom Film Feuilleton hat Space Sweepers keine Wünsche offengelassen, „wenn es um abgefahrene Ideen geht“. Der Film entpuppe sich „als wilder Ritt durch labyrinthische Raumstationen“, der niemals zur Ruhe komme. Der massive Einsatz von computergenerierten Spezialeffekten verleihe ihm jedoch eine Künstlichkeit, kritisiert der Autor. Dennoch sei der Film unterhaltsam und charmant, „wenn auch nie so gut, wie er sein könnte.“
Chris Schinke vom Filmdienst ordnet den Film als „visuell überbordendes Science-Fiction-Abenteuer mit Cyberpunk-Anleihen“ ein, das „der Dystopie eines brutalen Technologie-Monopolismus inhaltlich wie ästhetisch ein (Widerstands-) Programm von Vielfalt, Solidarität und Menschlichkeit entgegen“ halte.
Oliver Armknecht empfindet den Film bei Film-Rezensionen als zu konventionell, lobt jedoch die Bilder und den Cast. Der Film sei unterhaltsam, die Figuren seien sympathisch und der Pathos halte sich zurück. „Man kann sich gut einen Abend damit vertreiben.“